# .csnet
.csnet — псевдо-домен верхнего уровня, использовался в конце 80-х годов для идентификации хостов, не подключённых непосредственно к Internet, но, возможно, доступных через межсетевые шлюзы. В таких случаях суффикс показывал, что это имя доступно через CSNET сеть. Этот «домен» был одним из доменов верхнего уровня, которые на самом деле не находились в корневом домене Internet, но использовались при адресации в те времена, когда широко были распространены сети, не связанные с Internet.